# Perutnina Ptuj
L'equip Perutnina Ptuj (codi UCI: PER), conegut anteriorment com a KRKA-Telekom Slovenije, va ser un equip ciclista eslovè de categoria continental. Creat el 1997, de 2009 a 2010, va competir de caràcter amateur. El 2011, va recuperar la categoria continental.

## Principals victòries
- Volta a Eslovènia: Branko Filip (1998), Martin Derganc (2000), Mitja Mahorič (2003, 2004)
- Volta a Sèrbia: Robert Pintarič (1998), Matija Kvasina (2005,2008), Matej Stare (2007)
- Volta a Croàcia: Vladimir Miholjević (1998), Martin Derganc (2000), Radoslav Rogina (2007)
- Gran Premi Kranj: Gorazd Štangelj (1998), Martin Hvastija (2005), Boštjan Mervar (2006)
- Istrian Spring Trophy: Vladimir Miholjević (2000), Jure Golčer (2002), Borut Božič (2005, 2006), Robert Vrečer (2010, 2011)
- Tour del Doubs: Vladimir Miholjević (2000)
- Poreč Trophy I, II i III: Vladimir Miholjević (2001), Boštjan Mervar (2002, 2003), Matej Stare (2004)
- Gran Premi Raiffeisen: Boštjan Mervar (2002), Matej Stare (2008)
- The Paths of King Nikola: Radoslav Rogina (2003, 2006), Massimo Demarin (2004), Mitja Mahorič (2005, 2007, 2008)
- Rhône-Alpes Isère Tour: Tomislav Dančulović (2006)
- Gran Premi Hydraulika Mikolasek: Jure Golčer (2006)
- Gran Premi Palma: Boštjan Mervar (2006)
- Gran Premi Schwarzwald: Jure Golčer (2006), Radoslav Rogina (2007)
- Clàssica Belgrad-Čačak: Matija Kvasina (2007), Mitja Mahorič (2008)
- Banja Luka-Belgrad II: Matej Stare (2008)
- Velika Nagrada Ptuja: Gregor Gazvoda (2008)
- Tour de Vojvodina I i II: Gregor Gazvoda (2008), Matej Marin (2009), Gregor Gazvoda (2011)
- Zagreb-Ljubljana: Matej Mugerli (2010)
- Volta a Eslovàquia: Robert Vrečer (2010)
- Trofeu Gianfranco Bianchin: Robert Vrečer (2010)
- Szlakiem Grodów Piastowskich: Robert Vrečer (2011)
- Volta al llac Qinghai: Gregor Gazvoda (2011)

### Grans Voltes
- Tour de França
  - 0 participacions

- Giro d'Itàlia
  - 0 participacions

- Volta a Espanya
  - 0 participacions

## Classificacions UCI
Fins al 1998 els equips ciclistes es trobaven classificats dins l'UCI en una única categoria. El 1999 la classificació UCI per equips es dividí entre GSI, GSII i GSIII. D'acord amb aquesta classificació els Grups Esportius I són la primera categoria dels equips ciclistes professionals. La taula presenta les classificacions de l'equip al circuit, així com el millor ciclista individual.
| Temporada | Classificació per equips | Millor ciclista en la classificació individual |
| --------- | ------------------------ | ---------------------------------------------- |
| 1997      | 57è                      | Pavel Chumanov (518è)                          |
| 1998      | 39è                      | Gorazd Stangelj (518è)                         |
| 1999      | 33è (GSII)               | Uros Murn (321è)                               |
| 2000      | 42è (GSII)               | Martin Derganc (314è)                          |
| 2001      | 27è (GSII)               | Martin Derganc (241è)                          |
| 2002      | 24è (GSII)               | Walter Bonca (446è)                            |
| 2003      | 3r (GSIII)               | Radoslav Rogina (295è)                         |
| 2004      | 8è (GSIII)               | Borut Božič (411è)                             |

L'equip participava en les proves dels circuits continentals i principalment en les curses del calendari de l'UCI Europa Tour.
UCI Àfrica Tour
| Temporada | Classificació per equips | Millor ciclista en la classificació individual |
| --------- | ------------------------ | ---------------------------------------------- |
| 2007      | 16è                      | Matej Stare (122è)                             |

UCI Amèrica Tour
| Temporada | Classificació per equips | Millor ciclista en la classificació individual |
| --------- | ------------------------ | ---------------------------------------------- |
| 2005      | 12è                      | Mitja Mahorič (155è)                           |
| 2006      | 10è                      | Borut Božič (67è)                              |
| 2008      | 23è                      | Jure Kocjan (126è)                             |

UCI Àsia Tour
| Temporada | Classificació per equips | Millor ciclista en la classificació individual |
| --------- | ------------------------ | ---------------------------------------------- |
| 2008      | 11è                      | Jure Kocjan (39è)                              |
| 2011      | 9è                       | Gregor Gazvoda (6è)                            |

UCI Europa Tour
| Temporada | Classificació per equips | Millor ciclista en la classificació individual |
| --------- | ------------------------ | ---------------------------------------------- |
| 2005      | 14è                      | Mitja Mahorič (58è)                            |
| 2006      | 7è                       | Jure Golčer (12è)                              |
| 2007      | 10è                      | Radoslav Rogina (12è)                          |
| 2008      | 5è                       | Mitja Mahorič (61è)                            |
| 2011      | 31è                      | Robert Vrečer (20è)                            |